# Estátua de Gonçalo Vaz Botelho
A Estátua de Gonçalo Vaz Botelho é um monumento a este navegador localizado no Largo do Município, na vila e no Município de Vila Franca do Campo, na Ilha de São Miguel, Região Autónoma dos Açores, em Portugal.

## História
Trata-se de um monumento realizado pelo escultor Canto da Maia em 1954 e instalado em frente aos Paços do Concelho. Gonçalo Vaz Botelho, "o Grande", é considerado o fundador de Vila Franca do Campo, primitiva capital da ilha, em 1444.
Na base do monumento encontra-se uma placa em homenagem a Nuno Gonçalves Botelho, onde se lê:
"Nuno Gonçalves Botelho (1813-1879) / 14º Morgado de Nossa Senhora da Vida / 12º neto por varonia de Gonçalo Vaz Botelho / 1º visconde do Botelho / grande benfeitor / de / Vila Franca do Campo".